# گئورگ اوکر
گئورگ اوکر (آلمانی: Georg Uecker؛ زادهٔ ۶ نوامبر ۱۹۶۲) بازیگر اهل کشور آلمان است.
از فیلم‌ها یا برنامه‌های تلویزیونی که وی در آن نقش داشته‌است می‌توان به خیابان لیندن اشاره کرد.